# 주시드니 대한민국 총영사관
주시드니 대한민국 총영사관(영어: Consulate General of the Republic of Korea in Sydney)은 대한민국 정부가 오스트레일리아 시드니에 설치한 총영사관이다. 현임 총영사는 홍상우이다.

## 연혁
- 1953년 3월 : 총영사관 설치[A]
- 1953년 12월 : 초대 김훈 총영사 부임
- 1957년 7월 : 2대 임송본 총영사 부임
- 1961년 6월 : 3대 김주천 총영사 부임
- 1961년 10월 : 총영사관을 대사관으로 승격
- 1962년 2월 : 이동환 대사 정식 부임
- 1966년 2월 : 대사관을 캔버라로 옮김에 따라 폐쇄
- 1970년 6월 : 아래 내용 참고
  - 한-호주 통상증대를 위해 총영사관 재설치 (91 Wolseley Rd. Point Piper NSW)
  - 신두병 총영사 직무대리 부임 (1970년 6월부터 11월까지)
- 1970년 11월 : 초대 심명원 총영사 부임
- 1972년 10월 : 2대 박준하 총영사 부임
- 1975년 7월 : 3대 김성구 총영사 부임
- 1975년 12월 : 공관 이전 (18 Cross St. Double Bay NSW 2028)
- 1979년 7월 : 4대 김기수 총영사 부임
- 1981년 3월 : 5대 장휘동 총영사 부임
- 1982년 5월 : 공관 이전 (Suite 1202, 115 Pitt St. Sydney NSW 2000)
- 1983년 6월 : 6대 박종기 총영사 부임
- 1986년 11월 : 7대 진관섭 총영사 부임
- 1988년 10월 : 총영사관 관할 구역 조정 (오스트레일리아의 서부, 남부, 태즈메이니아주 등을 대사관 본관 관할 변경)
- 1989년 6월 : 8대 안세훈 총영사 부임
- 1990년 6월 : 공관 이전 (Level 8, United Overseas Bank Building 32-36 Martin Place, Sydney NSW 2000)
- 1991년 7월 : 관저 이전 (15 Cranbrook Lane, Bellevue Hill NSW 2029)
- 1992년 3월 : 9대 김영선 총영사 부임
- 1995년 2월 : 10대 민병규 총영사 부임
- 1997년 11월 : 11대 백기문 총영사 부임
- 2001년 2월 : 12대 이영현 총영사 부임
- 2003년 3월 : 13대 김창수 총영사 부임
- 2005년 5월 : 공관 이전 (Level 13, 111 Elizabeth St. Sydney NSW 2000)
- 2006년 10월 : 14대 박영국 총영사 부임
- 2008년 5월 : 15대 김웅남 총영사 부임
- 2010년 3월 : 16대 김진수 총영사 부임
- 2013년 8월 : 17대 이휘진 총영사 부임
- 2016년 4월 : 18대 윤상수 총영사 부임
- 2017년 5월 : 공관 이전 (Level 10, 44 Market St. Sydney NSW 2000)
- 2019년 5월 : 19대 홍상우 총영사 부임
- 2022년 12월 : 20대 이태우 총영사 부임
- 2024년 7월 : 21대 최용준 총영사 부임

## 관할 구역
- 뉴사우스웨일스주
- 퀸즐랜드주
- 노던 준주

## 소재지
- 주소 (영어) : Level 10, 44 Market Street Sydney NSW 2000
- 우편 주소 : PO Box Q506 QVB NSW 1230

## 근무 시간
- 매주 월요일 ~ 금요일 오전 9시 ~ 오후 5시
- 점심 시간 : 낮 12시 ~ 오후 1시

## 휴무일
- 매주 토요일, 일요일
- 대한민국의 공휴일 중 4대 국경일 (3·1절, 광복절, 개천절, 한글날)
- 오스트레일리아의 공휴일 (주재국 공휴일)

## 주요 업무
- 정무/경제과
- 영사과
- 총무과
- 문화/홍보과 (문화원)
- 교육과 (교육원)

## 같이 보기

### 일반 주제
- 주호주 대한민국 대사관
- 주한 호주 대사관
- 주멜번 대한민국 분관

### 주변 지역에 설치한 한국 공관
- 주뉴질랜드 대한민국 대사관
  - 주오클랜드 대한민국 분관
- 주하갓냐 대한민국 출장소
- 주피지 대한민국 대사관
- 주파푸아뉴기니 대한민국 대사관